# الحفن
الحفن هي قرية سعودية في منطقة حائل في شمال المملكة العربية السعودية. تبعد 120 كم جنوب مدينة حائل ويعود تأسيسها إلى سنة 1235 هـ على يد زامل بن سعد المليحان التميمي وهي تتبع إقليم قفار والذي يعد من مناطق بني تميم ومرابعهم في منطقة حائل وجائت تسميتها من أسم الوادي الذي تقع فوقه وادي الحفن.